# Celice CHO
Celice CHO so celična linija, pridobljena iz ovarijev kitajskega hrčka (Cricetulus griseus). Uporabljajo se v medicinskih raziskavah, biotehnologiji in farmacevtski industriji za proizvodnjo terapevtskih beljakovin. Na podlagi linije, izolirane leta 1957, so se začele uporabljati v 1960. letih kot monoplastna celična kultura, ki v svojem okolju potrebuje prolin. Danes se več genetsko različnih linij uporablja za genetske raziskave, raziskave izražanja genov – predvsem za proizvodnjo rekombinantnih beljakovin, prehrano in analize toksičnosti. Celice CHO izražajo več kot 70 % vseh za terapevtske namene z rekombinacijo proizvedenih beljakovin. Proizvajajo lahko od 3 do 10 gramov rekombinantne beljakovine na liter kulture. Zaradi nizkega števila kromosomov (2n=22) za sesalce so dober model tudi za radiacijsko citogenetiko in tkivno kulturo.